# Chapelhill (Errol)

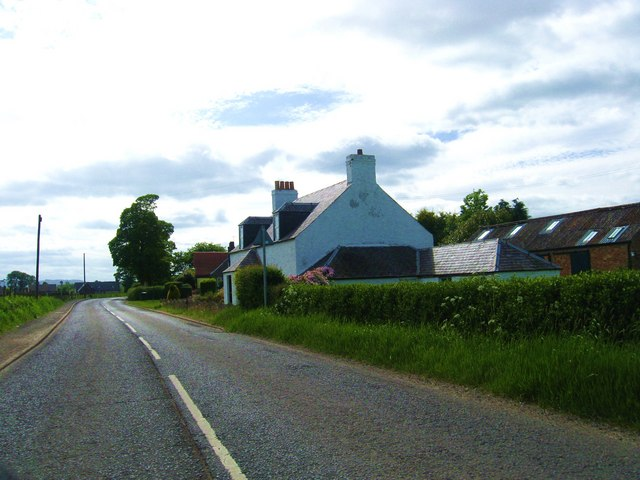
Haus an der Straße

Chapelhill ist eine kleine Ortschaft im Norden von Schottland, die zwischen Perth im Westen und Dundee im Osten in der Council Area Perth and Kinross liegt. Im Rahmen der historischen Gliederung Schottlands in Civil Parishes zählt es zu Errol, das zu Perthshire gehörte.

## Geographie
Chapelhill liegt im Carse of Gowrie. Das flache Gebiet, das von den Sidlaw Hills im Norden bis zum Tay im Süden reicht, wird intensiv landwirtschaftlich genutzt. Strukturell ist Chapelhill ein Straßendorf, dessen Gebäude sich entlang einer Nebenverbindung erstrecken. Sie verbindet St Madoes im Westen mit Errol im Osten. Nach Perth sind es 11 Kilometer. Kleinere Ortschaften in der Nähe sind Cottown im Süden sowie Leetown im Osten.

## Historisch Bedeutsames
In Chapelhill stehen zwei Bauwerke, die als Listed Building in unterschiedlichen Kategorien ausgewiesen wurden. Es sind das Chance Inn und das Doppelhaus Learig and Viewfield.